# Vysoké Tatry
Vysoké Tatry és un poble d'Eslovàquia. Es troba a la regió de Prešov, al nord del país.

## Història
La primera referència escrita de la vila data del 1209.

## Demografia
| Godina             | 1994 | 2004    | 2014    | 2024   |
| ------------------ | ---- | ------- | ------- | ------ |
| Nombre de persones | 5669 | 4953    | 4113    | 3770   |
| Diferència         |      | −12,63% | −16,95% | −8,33% |

| Godina             | 2023 | 2024   |
| ------------------ | ---- | ------ |
| Nombre de persones | 3782 | 3770   |
| Diferència         |      | −0,31% |

## Ciutats agermanades
- Pardubice, República Txeca
- Bukowina Tatrzańska, Polònia
- Zakopane, Polònia
- Kežmarok, Eslovàquia
- Poprad, Eslovàquia
- Košice, Eslovàquia
- Nosegawa, Japó